# Музей ущелини Олдувай
Музей ущелини Олдувай (англ. Olduvai Gorge Museum) — антропологічний музей в Танзанії, відкритий в 1970 році археологом Мері Лікі для того, щоб надати відвідувачам можливість ознайомитися з важливими для антропології відкриттями, зробленими в ущелині Олдувай. Пізніше додалися експонати і з розташованих за 25 км на південь розкопок в місцевості Лаетолі.

## Про музей
Музей розташований на території заповідника Нгоронгоро.
В експозиції музею — знайдені в околицях кістки предків сучасної людини, а також фрагменти скелетів вимерлих тварин. Окремий зал відведений для відбитків ніг древніх людей.
У 1998 році інфраструктуру музею було оновлено.

## Ресурси Інтернету
- The Leakey Foundation [Архівовано 5 лютого 2013 у Wayback Machine.]
- ASU Becoming Human [Архівовано 4 травня 2021 у Wayback Machine.]
- Ngorongoro Cradle of Life [Архівовано 3 березня 2016 у Wayback Machine.]

## Галерея
|                      |
| Ущелина Олдувай 2011 |

|               |
| Вхід до музею |

|                |
| Інтер'єр музею |

|                |
| Інтер'єр музею |